# Agente situado
Na inteligência artificial e na ciência cognitiva, o termo situado refere-se a um agente que está inserido em um ambiente. O termo situado é comumente usado para se referir a robôs, mas alguns pesquisadores argumentam que os agentes de software também podem ser situados se:
- eles existem em um ambiente dinâmico (mudança rápida);
- eles podem manipular ou mudar através de suas ações;
- eles podem sentir ou perceber.

Exemplos podem incluir agentes baseados na web, que podem alterar dados ou acionar processos (como compras) pela internet, ou bots de realidade virtual que habitam e mudam mundos virtuais, como o Second Life.
Estar situado é geralmente considerado parte de estar incorporado, mas é útil considerar cada perspectiva individualmente. A perspectiva situada enfatiza que o comportamento inteligente deriva do ambiente e das interações do agente com ele. A natureza dessas interações é definida pela forma de realização de um agente.